# 卡泰拉
卡泰拉（Kathera），是印度北方邦Jhansi县的一个城镇。总人口6389（2001年）。

## 人口
该地2001年总人口6389人，其中男性3439人，女性2950人；0—6岁人口1031人，其中男554人，女477人；识字率50.96%，其中男性为61.99%，女性为38.10%。